# Râul Orășa
Râul Orășa este un curs de apă, afluent al râului Tazlău. 